# Resolutie 1609 Veiligheidsraad Verenigde Naties
Resolutie 1609 van de Veiligheidsraad van de Verenigde Naties werd unaniem door de VN-Veiligheidsraad aangenomen op 24 juni 2005 en verlengde de vredesmissie in Ivoorkust met zeven maanden.

## Achtergrond
In 2002 brak in Ivoorkust een burgeroorlog uit tussen de regering in het
christelijke zuiden en rebellen in het islamitische noorden van het land.
In 2003 leidden onderhandelingen tot de vorming van een regering van nationale eenheid en waren er
Franse- en VN-troepen aanwezig. In 2004 zegden de rebellen hun
vertrouwen in de regering op en namen opnieuw de wapens op. Op 6 november kwamen bij Ivoriaanse
luchtaanvallen op de rebellen ook 9 Franse vredeshandhavers om. Nog die dag vernietigden de Fransen de gehele
Ivoriaanse luchtmacht, waarna ongeregeldheden uitbraken in de hoofdstad Abidjan.

## Inhoud

### Waarnemingen
De partijen in Ivoorkust hadden intussen verscheidene akkoorden ondertekend. Doch ging de veiligheids- en
de humanitaire situatie in het land verder achteruit en vooral in het westen van het land vonden dramatische
gebeurtenissen plaats.

### Handelingen
Het mandaat van de UNOCI in Ivoorkust, en de Franse troepenmacht die deze ondersteunde,
werd verlengd tot 24 januari 2006. De vredesmacht kreeg tot dan volgende taken:
- Toezien op de beëindiging van de vijandigheden en de bewegingen van gewapende groepen,
- Ontwapenen, demobiliseren, herintegreren, repatriëren en herhuisvesten van ex-strijders,
- Milities ontwapenen en ontmantelen,
- VN-personeel, overheidsinstellingen en de bevolking beschermen,
- Toezien op het wapenembargo,
- De humanitaire hulp ondersteunen,
- Het herstel van het staatsbestel ondersteunen,
- De organisatie van verkiezingen ondersteunen,
- Bijstand verlenen op het vlak van mensenrechten,
- Zorgen voor publieke informatie om het vredesproces te promoten,
- Mee zorgen voor de ordehandhaving.

Gedurende de volgende 7 maanden mocht het militaire component van UNOCI met 850 manschappen worden versterkt en het politiecomponent met 725 man. Ook mochten manschappen van de andere vredesmissies in de regio — UNMIL (Liberia) en UNAMSIL (Sierra Leone) — tijdelijk ingezet worden
in Ivoorkust.

## Verwante resoluties
- Resolutie 1600 Veiligheidsraad Verenigde Naties
- Resolutie 1603 Veiligheidsraad Verenigde Naties
- Resolutie 1632 Veiligheidsraad Verenigde Naties
- Resolutie 1633 Veiligheidsraad Verenigde Naties

Lijst ·  1581 ·  1582 ·  1583 ·  1584 ·  1585 ·  1586 ·  1587 ·  1588 ·  1589 ·  1590 ·  1591 ·  1592 ·  1593 ·  1594 ·  1595 ·  1596 ·  1597 ·  1598 ·  1599 ·  1600 ·  1601 ·  1602 ·  1603 ·  1604 ·  1605 ·  1606 ·  1607 ·  1608 ·  1609 ·  1610 ·  1611 ·  1612 ·  1613 ·  1614 ·  1615 ·  1616 ·  1617 ·  1618 ·  1619 ·  1620 ·  1621 ·  1622 ·  1623 ·  1624 ·  1625 ·  1626 ·  1627 ·  1628 ·  1629 ·  1630 ·  1631 ·  1632 ·  1633 ·  1634 ·  1635 ·  1636 ·  1637 ·  1638 ·  1639 ·  1640 ·  1641 ·  1642 ·  1643 ·  1644 ·  1645 ·  1646 ·  1647 ·  1648 ·  1649 ·  1650 ·  1651